# Frontières de la Colombie
| Frontière terrestres et maritimes de la Colombie | Pays voisin            | Longueur |
| Frontière terrestres et maritimes de la Colombie | Brésil                 | 1 643    |
| Frontière terrestres et maritimes de la Colombie | Costa Rica             |          |
| Frontière terrestres et maritimes de la Colombie | République dominicaine |          |
| Frontière terrestres et maritimes de la Colombie | Équateur (T)           | 586      |
| Frontière terrestres et maritimes de la Colombie | Équateur (M)           |          |
| Frontière terrestres et maritimes de la Colombie | Haïti                  |          |
| Frontière terrestres et maritimes de la Colombie | Honduras               |          |
| Frontière terrestres et maritimes de la Colombie | Jamaïque               |          |
| Frontière terrestres et maritimes de la Colombie | Nicaragua              |          |
| Frontière terrestres et maritimes de la Colombie | Panamá (T)             | 225      |
| Frontière terrestres et maritimes de la Colombie | Panamá (M)             |          |
| Frontière terrestres et maritimes de la Colombie | Pérou                  | 1 626    |
| Frontière terrestres et maritimes de la Colombie | Venezuela (T)          | 2 219    |
| Frontière terrestres et maritimes de la Colombie | Venezuela (M)          |          |

Les frontières de Colombie sont les frontières internationales que partage la Colombie avec les onze États qui voisinent le territoire sur lequel elle exerce sa souveraineté en Amérique du Sud et dans les Caraïbes.
La Colombie partage des frontières terrestres avec le Brésil, l'Équateur, le Panamá, le Pérou et le Venezuela, et différents traités ont fixé les frontières maritimes avec le Costa Rica, la République dominicaine, l'Équateur, Haïti, le Honduras, la Jamaïque, le Nicaragua, le Panamá et le Venezuela.

## Frontières actuelles

### Brésil

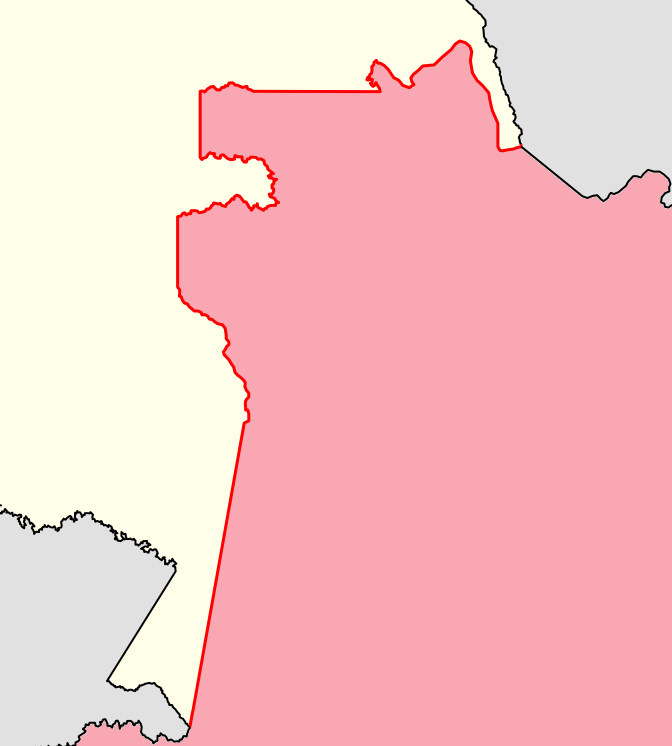
Frontière entre le Brésil et la Colombie

La frontière entre le Brésil et la Colombie mesure au total 1 644,2 km. Elle comprend 808,9 km de voies fluviales, 223,2 km déterminés par les limites de bassins fluviaux, et 612,1 km autrement définis. Elle fut fixée par le traité Vásquez Cobo-Martins, signé à Bogota le 21 avril 1907 et par le traité García Ortiz-Mangabeira signé le 15 novembre 1928 à Rio de Janeiro. Sa fixation exacte est du ressort de la Commission mixte d'Inspection des Bornes frontières, établie en 1976. Cette commission a déjà placé quelque 128 bornes
.
Du côté brésilien se trouve l'État d'Amazonas tandis que du côté colombien se trouvent les départements d'Amazonas, Vaupés et Guainía.

### Costa Rica

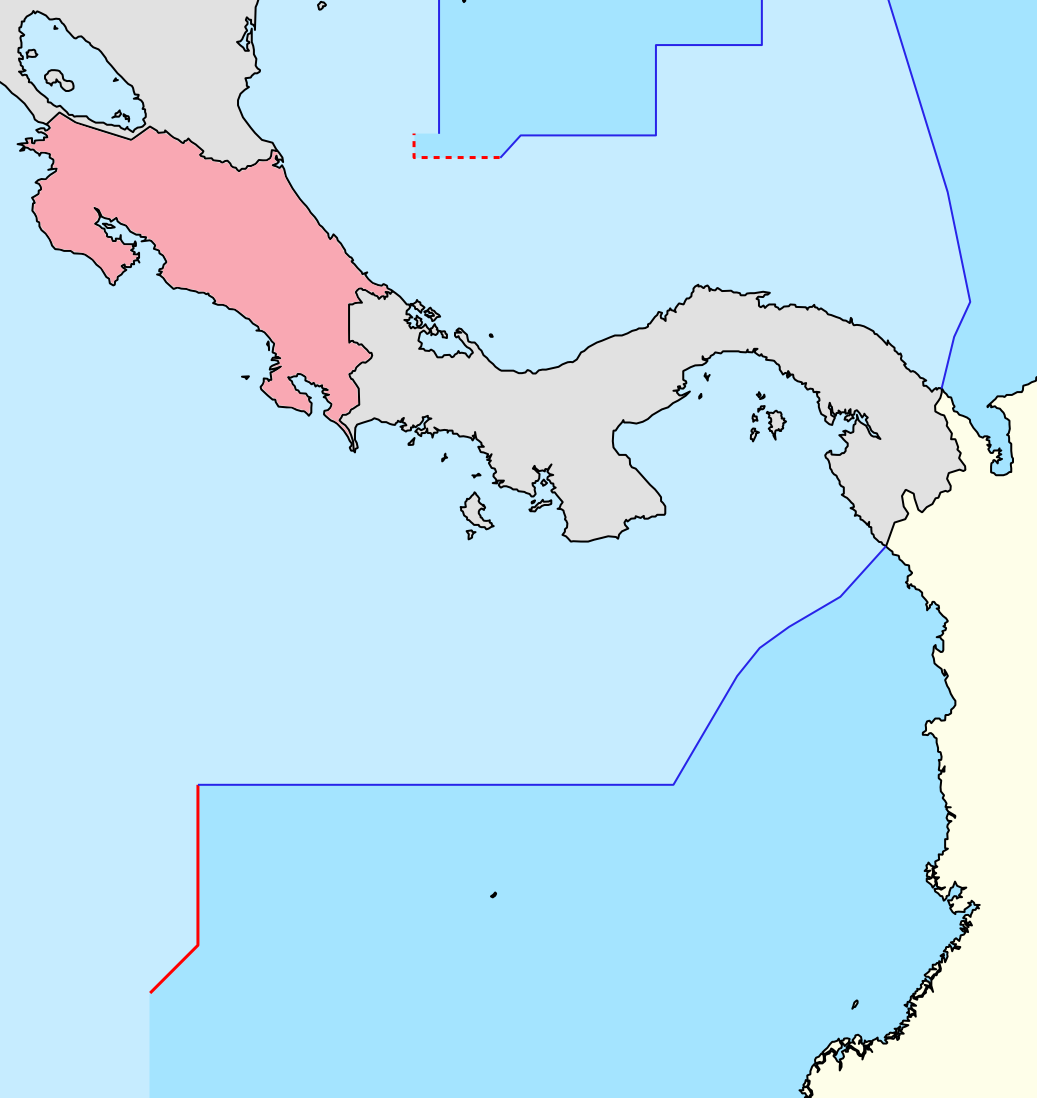
Frontière entre la Colombie et le Costa Rica

La frontière entre la Colombie et le Costa Rica est définie par deux traités, le traité Fernández-Facio pour la frontière dans la mer des Caraïbes et le traité Lloreda-Gutiérrez pour la frontière de l'océan Pacifique.
Le traité Fernández-Facio est signé à San José le 17 mars 1977. Il est ratifié par le Congrès de la République de Colombie via la Loi no 8 de 1978. Il n'a pas encore été approuvé par l'assemblée législative du Costa Rica
.
Le traité délimite la frontière en mer des Caraïbes par un angle droit dont la pointe se situe au point 10° 49′ 00″ N, 82° 14′ 00″ O.
Le traité Lloreda-Gutiérrez est signé à Bogota le 6 avril 1984. Il est ratifié par le Congrès de la République de Colombie via la Loi no 54 de 1985. Il n'a pas encore été approuvé par l'assemblée législative du Costa Rica.
Le traité délimite la frontière dans le Pacifique par deux segments, à l'ouest de l'île de Malpelo, joignant les points 5° 00′ 00″ N, 84° 19′ 00″ O, 3° 32′ 00″ N, 84° 19′ 00″ O et 3° 03′ 00″ N, 84° 46′ 00″ O.

### République dominicaine

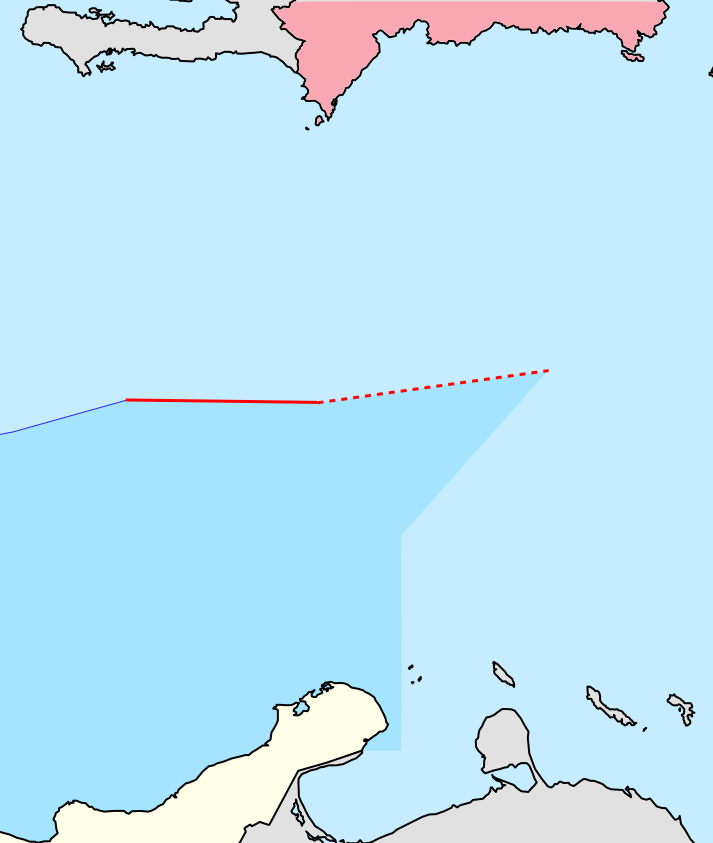
Frontière entre la Colombie et la République dominicaine

La frontière entre la Colombie et la République dominicaine est définie par le traité Liévano Aguirre-Jiménez (d'après les noms des deux ministres des affaires extérieures, Indalecio Liévano Aguirre pour la Colombie et Ramón Emilio Jiménez pour la République dominicaine) intitulé Delimitación de Áreas marinas y Cooperación Marítima, signé à Saint-Domingue le 13 janvier 1978 et ratifié par le Congrès de la République de Colombie le 12 décembre 1978 via la loi no 38.
La frontière ainsi définie relie les points 15° 02′ 00″ N, 73° 27′ 30″ O, 15° 00′ 40″ N, 71° 40′ 30″ O et 15° 18′ 00″ N, 69° 29′ 30″ O. Au delà, la limitation doit se faire avec un troisième État.
Le traité établit également une zone de recherche scientifique et d'exploitation piscicole commun de vingt milles de part et d'autre de la frontière.

### Équateur

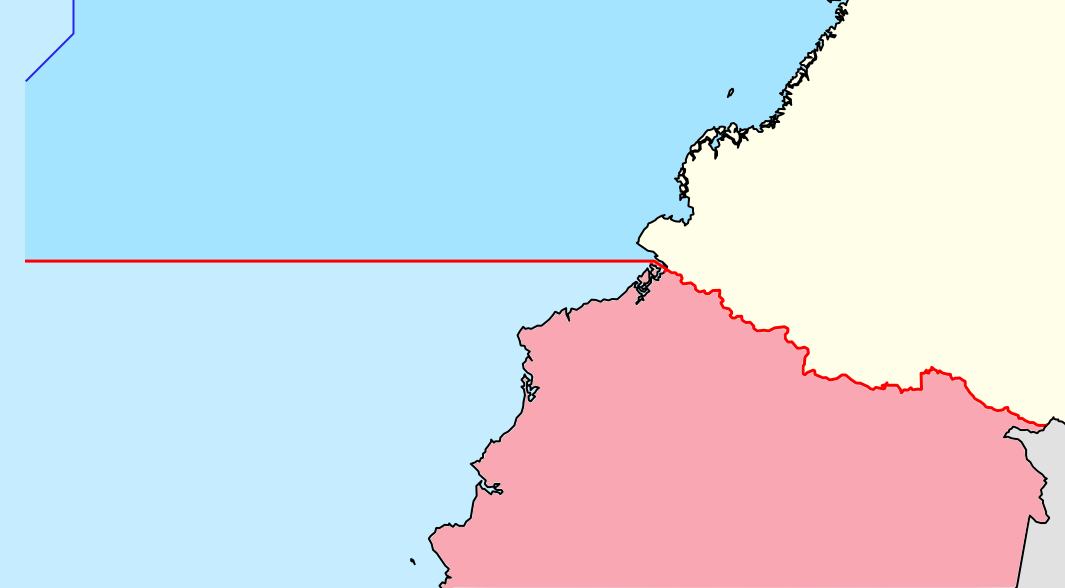
Frontière entre la Colombie et l'Équateur

La frontière entre la Colombie et l'Équateur comprend une partie terrestre et une partie maritime
Le tracé terrestre est fixé le traité Muñoz Vernaza-Suárez, signé à Bogota le 15 juillet 1916. Il s'étend sur 586 km, séparant du côté colombien les départements de Nariño et Putumayo et du côté équatorien les provinces d'Esmeraldas, Carchi et Sucumbíos. Plusieurs fleuves servent à marquer la frontière, dont le río Putumayo, le río San Miguel et le río San Juan.
Le tracé maritime est fixé par le traité Liévano-Lucio, signé à Quito le 23 août 1975 et approuvé par le Congrès de la République de Colombie via la loi no 32 de 1975. Celui fixe la frontière par une ligne parallèle à l'équateur partant de la frontière terrestre.

### Haïti

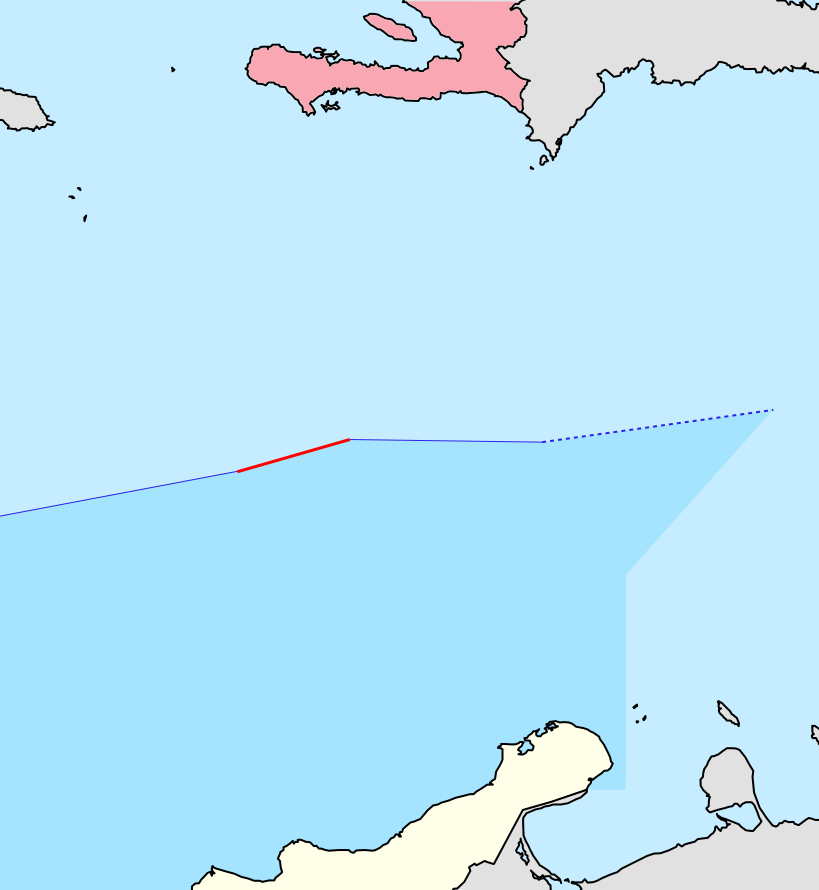
Frontière entre la Colombie et Haïti

La frontière entre la Colombie et Haïti est définie par le traité Liévano Aguirre - Edner Brutus (d'après les noms des deux ministres des affaires extérieures, Indalecio Liévano Aguirre pour la Colombie et Edner Brutus pour Haïti), signé à Port-au-Prince le 17 février 1978, et approuvé par le Congrès de la République de Colombie via la loi no 12.
La frontière ainsi définie relie les points 14° 44′ 10″ N, 74° 30′ 50″ O et 15° 02′ 00″ N, 73° 27′ 30″ O.

### Honduras

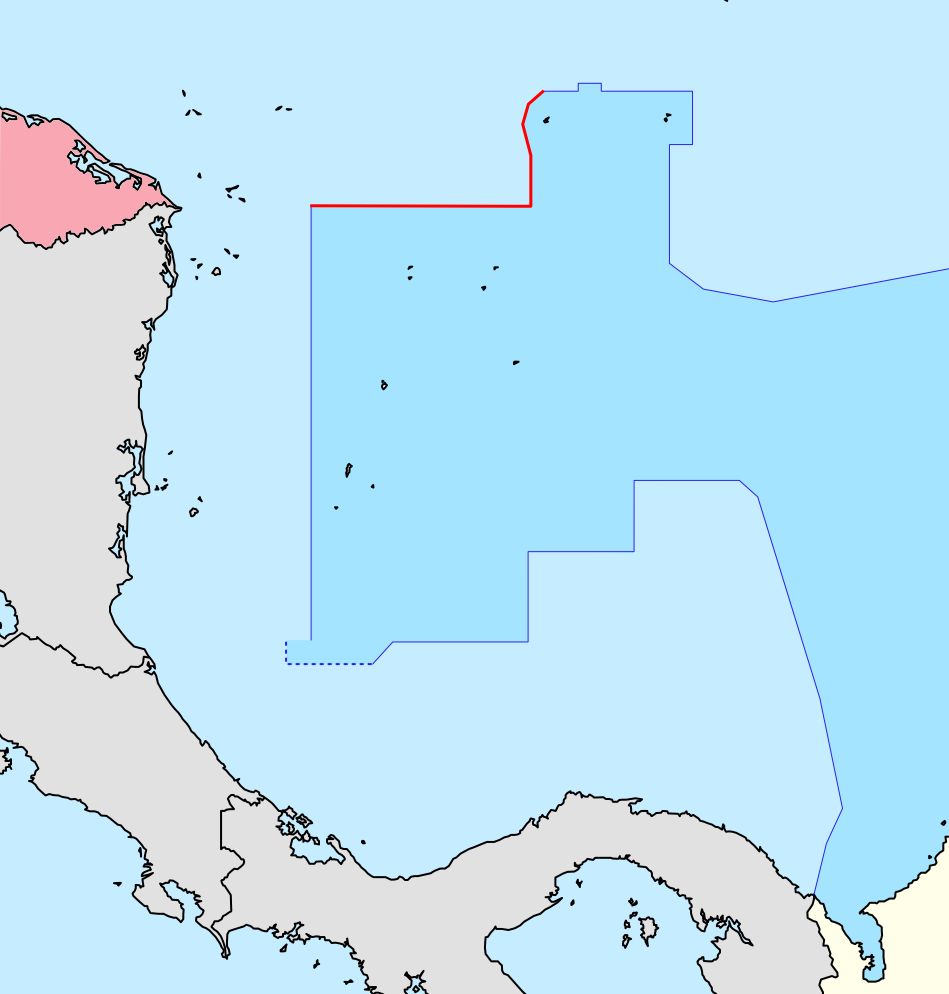
Frontière entre la Colombie et le Honduras

La frontière entre la Colombie et le Honduras est définie par le traité Ramírez Ocampo-López Contreras (d'après les noms des deux ministres des affaires extérieures, Augusto Ramírez Ocampo pour la Colombie et Carlos López Contreras pour le Honduras), signé à San Andrés le 2 août 1986,.
La frontière ainsi définie relie les points 14° 59′ 08″ N, 82° 00′ 00″ O, 14° 59′ 08″ N, 79° 58′ 00″ O et 15° 30′ 10″ N, 79° 58′ 00″ O, après quoi elle décrit un arc de cercle autour de l'île de Serranilla passant à l'ouest de celle-ci par les points 15° 46′ 08″ N, 80° 03′ 55″ O et 15° 58′ 40″ N, 79° 56′ 40″ O avant de rejoindre la frontière jamaïcaine au point 16° 04′ 15″ N, 79° 50′ 32″ O.

### Jamaïque

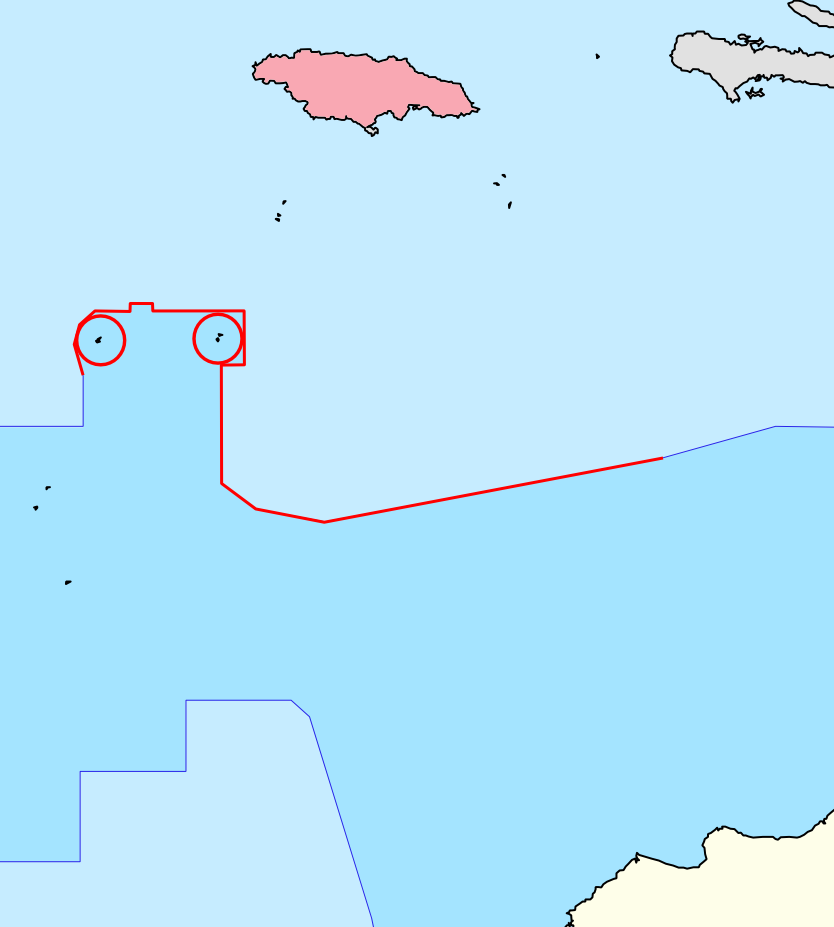
Frontière entre la Colombie et la Jamaïque

La frontière entre la Colombie et la Jamaïque est définie par le traité Sanín–Robertson (d'après les noms des deux ministres des affaires extérieures, Noemí Sanín pour la Colombie et Paul Douglas Robertson pour la Jamaïque), signé à Kingston le 12 novembre 1993 et ratifié par le Congrès de la République de Colombie le 10 décembre 1993 via la loi no 9.
La frontière ainsi définie relie les points 14° 29′ 37″ N, 78° 38′ 00″ O, 14° 15′ 40″ N, 78° 19′ 30″ O, 14° 05′ 00″ N, 77° 40′ 00″ O, 14° 44′ 10″ N, 74° 30′ 50″ O et 15° 02′ 37″ N, 73° 27′ 30″ O, où elle est interceptée par la frontière entre Haïti et la Jamaïque.
L'article 3 du traité prévoit une zone de régime commun (Área de Régimen Común) délimitée
- à l'ouest par un arc de 12 milles autour de l'île de Serranilla,
- au sud par une ligne qui relie cet arc, au point 15° 30′ 10″ N, 70° 56′ 00″ O, à la frontière définie ci-dessus au point 14° 29′ 37″ N, 78° 38′ 00″ O,
- à l'est par des segments joignant les points 14° 29′ 37″ N, 78° 38′ 00″ O, 15° 36′ 00″ N, 78° 38′ 00″ O, 15° 36′ 00″ N, 78° 25′ 50″ O et 16° 04′ 15″ N, 78° 25′ 50″ O,
- au nord par des segments joignant l'arc de l'île Serranilla au point 15° 58′ 40″ N, 79° 56′ 40″ O jusqu'au point 16° 04′ 15″ N, 78° 25′ 50″ O en passant par les points 16° 04′ 15″ N, 79° 50′ 32″ O, 16° 04′ 15″ N, 79° 50′ 32″ O, 16° 04′ 15″ N, 79° 29′ 20″ O, 16° 10′ 10″ N, 79° 29′ 20″ O, 16° 10′ 10″ N, 79° 16′ 40″ O et 16° 04′ 15″ N, 79° 15′ 40″ O.

La zone ainsi délimitée, de forme vaguement triangulaire, englobe toutes les îles de la région (l'île Serranilla, l'île Alicia et les Îles Petrel), mais elles sont exclues de la zone commune et sont sous souveraineté colombienne.

### Nicaragua

Délimitation de la frontière entre la Colombie et le Nicaragua, selon le jugement de la Cour Internationale de Justice. Les zones en question :
██ Zone colombienne
██ Zone de régime commun Colombie-Jamaïque
██ Zone anciennement colombienne qui échoit au Nicaragua selon la CIJ
██ Zone nicaraguayenne

La frontière entre la Colombie et le Nicaragua est définie par le traité Esguerra-Bárcenas (d'après les noms des deux présidents, Manuel Esguerra pour la Colombie et José Bárcenas Meneses pour le Nicaragua), signé à Managua le 24 mars 1928, approuvé par le Congrès de la République de Colombie via la loi no 93 en 1928 et par le Nicaragua via la loi du 6 mars 1930,.
La frontière ainsi définie relie les points 14° 59′ 08″ N, 82° 00′ 00″ O et 10° 49′ 00″ N, 82° 00′ 00″ O.
Par le biais de ce traité, la Colombie reconnaît la souveraineté du Nicaragua sur la côte des Mosquitos tandis que le Nicaragua reconnait la souveraineté de la Colombie sur l'archipel de San Andrés y Providencia.
Le 28 novembre 2012, la Cour internationale de justice de La Haye confirme la souveraineté de la Colombie sur toutes les îles de San Andrés ainsi que sur 60 % des eaux territoriales et concède 40 % des eaux au Nicaragua (70 000 km2). Cette annonce a surpris les Colombiens et le président Juan Manuel Santos réfute d'ores et déjà ce nouveau découpage qui isole une partie de ses îles. La Colombie se retire du pacte de Bogotá de 1948 et fait appel de la décision de la CIJ.

### Panamá

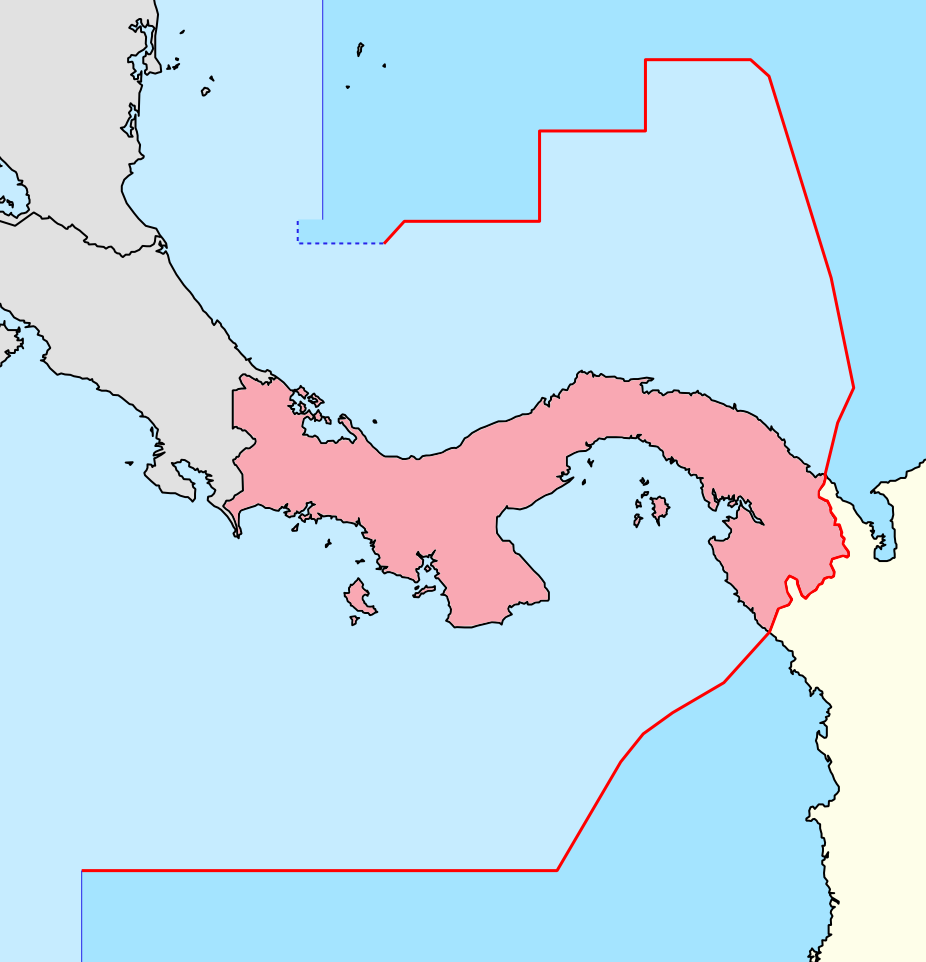
Frontière entre la Colombie et le Panamá

La frontière entre la Colombie et le Panamá comprend une partie terrestre, définie par le traité Victoria-Vélez signé à Bogota le 20 août 1924, et une partie maritime, définie par le traité Liévano-Boyd signé à Carthagène des Indes le 20 novembre 1976 et approuvé par le Congrès de la République de Colombie via la loi no 4 de 1977. Ce dernier définit les limites territoriales à la fois dans la mer des Caraïbes et dans l'océan Pacifique.
La frontière terrestre mesure 225 km de long et sépare le département colombien de Chocó et la province panaméenne de Darién. Elle court de la punta Ardita sur la côte Pacifique au cabo Tinburón sur la côte Caraïbe.
La frontière maritime dans l'océan Pacifique commence sur la punta Ardita (7° 12′ 39,3″ N, 77° 53′ 20,9″ O), puis rejoint les points 6° 44′ 00″ N, 78° 18′ 00″ O, 6° 18′ 00″ N, 78° 47′ 00″ O, 6° 16′ 00″ N, 79° 03′ 00″ O, 6° 00′ 00″ N, 79° 14′ 00″ O, 5° 00′ 00″ N, 79° 52′ 00″ O et 5° 00′ 00″ N, 84° 19′ 00″ O, où elle rejoint la frontière entre la Colombie et le Costa Rica.
La frontière maritime de la mer des Caraïbes commence au cabo Tinburón (8° 41′ 07,3″ N, 77° 21′ 50,9″ O), puis rejoint les points 9° 09′ 00″ N, 77° 13′ 00″ O, 9° 27′ 00″ N, 77° 03′ 00″ O, 10° 28′ 00″ N, 77° 15′ 00″ O, 11° 27′ 00″ N, 77° 34′ 00″ O, 12° 00′ 00″ N, 77° 43′ 00″ O, 12° 19′ 00″ N, 77° 49′ 00″ O, 12° 30′ 00″ N, 78° 00′ 00″ O, 12° 30′ 00″ N, 79° 00′ 00″ O, 11° 50′ 00″ N, 79° 00′ 00″ O, 11° 50′ 00″ N, 80° 00′ 00″ O, 11° 00′ 00″ N, 80° 00′ 00″ O et 11° 00′ 00″ N, 81° 15′ 00″ O.

### Pérou

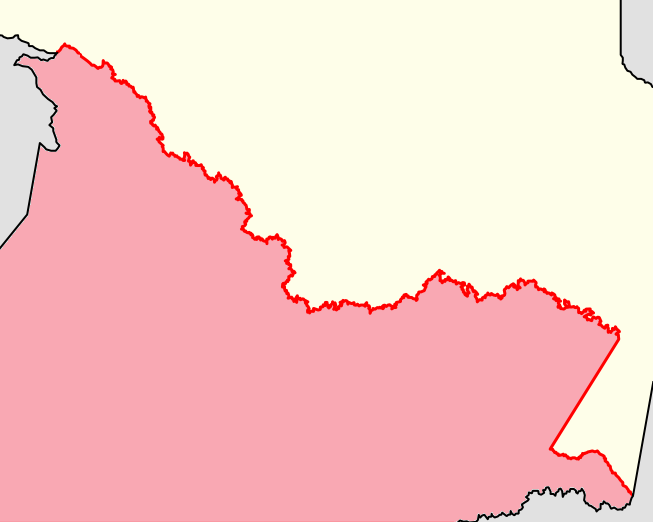
Frontière entre la Colombie et le Pérou

La frontière entre la Colombie et le Pérou est fixée par le Protocole de Rio de Janeiro, signé par les deux États à Rio de Janeiro le 24 mai 1934 et qui met fin à la guerre entre la Colombie et le Pérou de 1932-1933 et confirme le traité Salomón–Lozano signé à Lima le 24 mars 1922.
La protocole de Rio établit la frontière sur le cours du río Putumayo, à l'exception du trapèze amazonien, entre le Putumayo et l'Amazone, qui est sous la souveraineté de la Colombie. Cette frontière fait 1 626 km de long et sépare les départements colombiens de Putumayo et Amazonas de la région péruvienne de Loreto.

### Venezuela

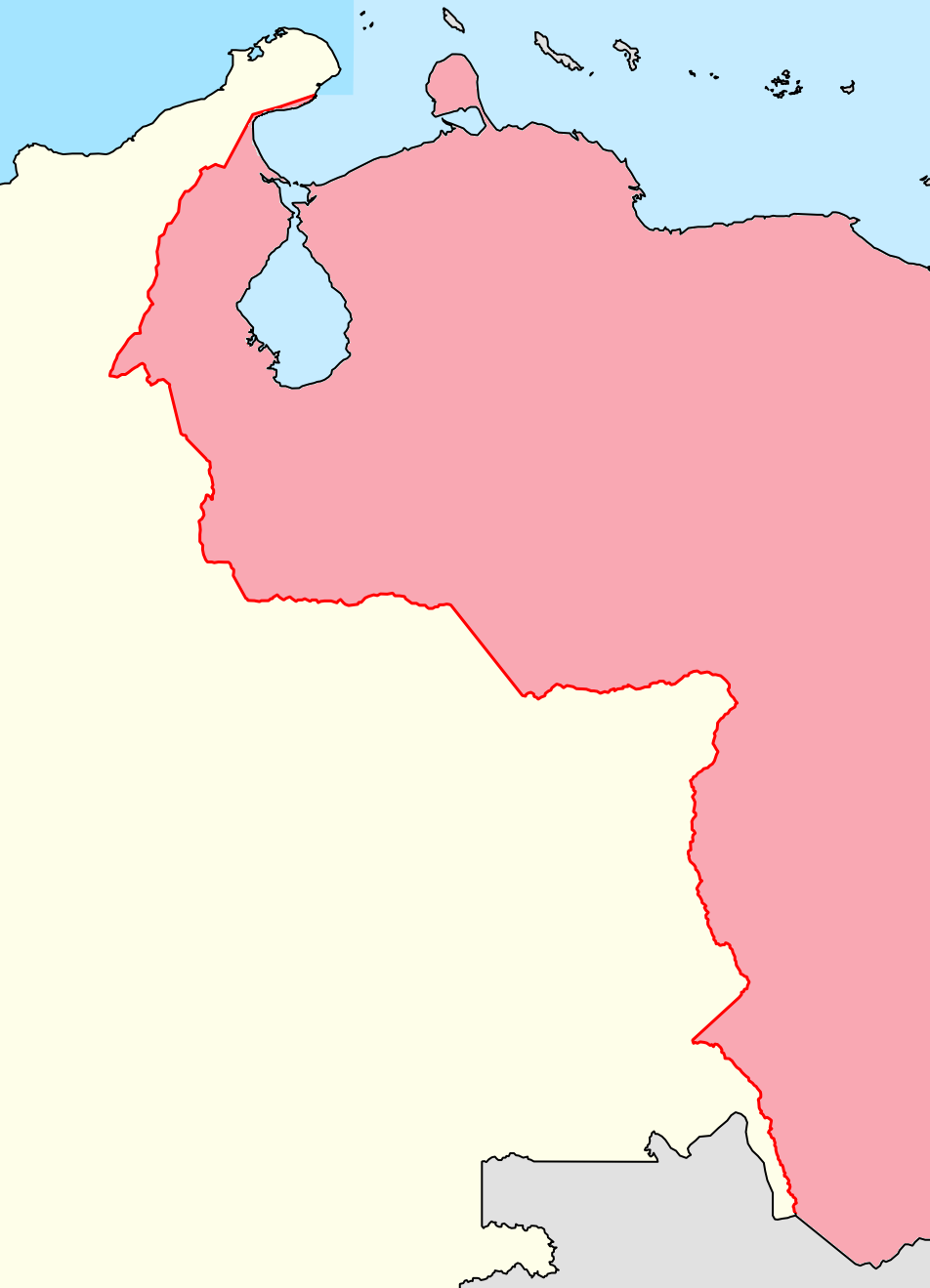
Frontière entre la Colombie et le Venezuela

La frontière entre la Colombie et le Venezuela comprend une partie terrestre et une partie maritime.
La frontière terrestre est fixée par le traité López de Mesa-Gil Borges, signé à Cúcuta le 5 avril 1941. Elle s'étend sur 2 219 km, séparant 7 départements colombiens (La Guajira, Cesar, Norte de Santander, Boyacá, Arauca, Vichada et Guainía) de 5 États vénézuéliens (Zulia, Táchira, Apure, Bolívar et Amazonas). En de nombreux endroits des fleuves servent de frontière naturelles, tels les ríos de Oro, Arauca, Casanare et Negro (ou Guainía).
La frontière maritime n'a pas été fixée par le traité sus-nommé et fait l'objet d'un différend entre les deux pays.

Les différents tracés proposés pour la frontière maritime entre la Colombie et le Venezuela